# Didier Mumengi
Didier Mumengi, né à Kinshasa le 23 mai 1962, est un journaliste, écrivain et homme politique de la république démocratique du Congo.

## Biographie
Il commence sa carrière de journaliste comme éditorialiste dans un journal universitaire à Paris. Ensuite, il signe plusieurs articles dans divers journaux français et congolais, dont Le Monde diplomatique.
En 1997, dans le gouvernement de Laurent-Désiré Kabila, il devient directeur de cabinet au Ministère de l'information et de la presse. Début 1998, il est directeur de cabinet au Ministère de la Coopération internationale. En juin 1998, il est nommé par le Président Laurent-Désiré Kabila au poste de ministre de l'Information et de la Presse ainsi que porte-parole du Gouvernement. Il devient ensuite ministre de l'Information et du Tourisme. En 2001, il est ministre de la Jeunesse.
En 1998, lors de la deuxième guerre du Congo, une photo de Didier Mumengi en uniforme militaire incarne la résistance congolaise. Dans son livre Guerre des Grands Lacs, La résistance congolaise, l’universitaire et fonctionnaire international à l’Unesco Joseph Poto Poto note : « Quand la paix sera revenue, les Congolais se souviendront à coup sûr de ce tragique épisode de l’histoire mouvementée de leur nation. Un nom parmi tant d’autres forcera le souvenir, celui de Didier Mumengi » (page 49).
En juin 2004, il lance le mouvement la Ligue du peuple, regroupement de partis politiques, organisations non gouvernementales et associations, pour accompagner sa candidature à la présidence.
Didier Mumengi est candidat à l'élection présidentielle de juillet 2006 en République démocratique du Congo : il n'est toutefois pas dans la liste finale des candidats officiels.
Le 15 mars 2019, il est élu  Sénateur pour le compte de la ville de Kinshasa ,.
En octobre 2023, Didier Mumengi est choisi comme directeur de la campagne de Denis Mukwege à l'élection présidentielle de décembre 2023.

### Vie privée
Marié à Angèle Baende B. Mumengi depuis 1992, Didier Mumengi est père de quatre enfants.

## Œuvres
- Esprit de rupture, Bruxelles, Edition Pop-Copy, 1995.
- Désir de vérité (Livre-Entretien avec Maître Nimy Mayidika Ngimbi), Bruxelles, Editions Havaux, 1997.
- Drame familial (Théâtre populaire), en collaboration, Kinshasa, Edition Safari, 2000.
- Pacte de sang (Ballet), en collaboration, Kinshasa, Editions Safari, 2000.
- Conspiration du silence (Théâtre), en collaboration, Kinshasa, Edition Safari, 2000.
- Les jeunes sans toit à Kinshasa (Etude du phénomène des enfants de la rue), Kinshasa, Editions Universitaires Africaines, 2001.
- L'Univers des jeunes sans toit, Kinshasa, Editions Arc-En-Ciel, 2001.
- L'avenir à bras le corps. Prospective pour le développement de la République Démocratique du Congo, Kinshasa, Editions Universitaires Africaines, 2001.
- Le Chantier de la paix, Partenariat pour la paix et le Co-développement dans la région des Grands Lacs, Kinshasa, Editions Safari, 2002.
- Panda Farnana : premier universitaire Congolais 1888-1930, éditions L'Harmattan, 2005, 358 pages[6].
- Sortir de la pauvreté : la révolution du bon sens au Congo, éditions L'Harmattan, 2006, 243 pages[7].
- Développer son leadership Une gestion transparente et solidaire selon la doctrine sociale de l'église sous la direction du Père Martin Ekwa bis Isal, S.J., Edition CADICEC, 2008.
- La naissance du Congo : De L'Égypte à Mbanza Kongo, éditions L'Harmattan, 2009, (ISBN 978-2-296-07042-4).
- Les États-Unis du bassin du Congo, Une éco-région pour un codéveloppement, éditions L'Harmattan, 2012, 220 pages,  (ISBN 978-2-336-00224-8)
- La révolution du pouvoir-faire : Pour une économie du bien commun au Congo, éditions L'Harmattan, 2012, 351 pages[8].
- Le baptême des baptisés. Roman, éditions L'Harmattan, Paris,2015[9].
- Réécrire l'histoire, éditions L'Harmattan, Paris. 2017[10].
- Plaidoyer pour une histoire autobiographique du Congo, éditions L'Harmattan, Paris,2017[11].
- Le livre bleu, 34 projets décisifs pour bâtir le nouveau Congo, éditions L'Harmattan, Paris, 2018[12].
- Manifeste pour un Sénat nouveau, éditions L'Harmattan, Paris, 2019[13].
- La Rumba congolaise. Histoire et économie, éditions L'Harmattan, Paris, 2019[14].

## Récompense
- 2014: Médailles d’or et d’argent du Prix National du Mérite de la Culture et des Arts.
- 2015: Prix Lovo du meilleur livre congolais de l’année[15].
- 2017: Lauréat du Prix Européen de littérature Congolaise.
- 2019: Ambassadeur du livre en République démocratique du Congo par les éditions MédiasPaul et Paulines.
- 2019: Prix Makomi d'honneur par la Fête du livre de Kinshasa[16].